# لبنان في الألعاب الأولمبية الصيفية 1968
شاركت لبنان في دورة الألعاب الأولمبية الصيفية لعام 1968، والتي أقيمت في مدينة مكسيكو سيتي في المكسيك خلال الفترة من 12 أكتوبر (تشيرين الأول) 1968، وحتى 27 أكتوبر (تشرين الأول) 1968 بمُشاركة 5516 رياضي من 112 دولة بينهم 4735 لاعب في منافسات الرجال و781 لاعبة في منافسات السيدات، وتنافسوا في 18 رياضة خلال 172 منافسة. كانت هذه هي المُشاركة السادسة للبنان في بطولة الألعاب الأولمبية الصيفية منذ إنشائها، ولم تتمكّن لبنان خلال منافسات هذه النُسخة من البطولة من حصد أيّة ميداليات.

## الميداليات
لم يتمكّن لاعبو لبنان من حصد أية ميداليات خلال منافسات بطولة دورة الألعاب الأولمبية الصيفية في عام 1968.

## اللاعبون المُشاركون
شاركت لبنان في منافسات هذه النُسخة من بطولة دورة الألعاب الأولمبية الصيفية عام 1968 بإحد عشر لاعب جميعهم في منافسات الرجال في رياضات ركوب الدراجات الهوائية والمبارزة والمصارعة ورفع الأثقال والسباحة والرماية. وتوضح الجداول التالية عدد وأسماء اللاعبين المُشاركين من لبنان في كل رياضة في هذه النُسخة من البطولة:
| الرياضة                | الرجال | السيدات | المجموع |
| ---------------------- | ------ | ------- | ------- |
| ركوب الدراجات الهوائية | 1      | 0       | 1       |
| المبارزة               | 3      | 0       | 3       |
| الرماية                | 3      | 0       | 3       |
| المصارعة               | 2      | 0       | 2       |
| السباحة                | 1      | 0       | 1       |
| رفع الأثقال            | 1      | 0       | 1       |
| المجموع                | 11     | 0       | 11      |

أسماء اللاعبين المُشاركين:
| اسم اللاعب المُشارك | اللعبة                 |
| ------------------ | ---------------------- |
| طارق أبو الدهب     | ركوب الدراجات الهوائية |
| سهيل أيوب          | المبارزة               |
| علي شكر            | المبارزة               |
| خليل قلاص          | المبارزة               |
| إلياس سلهب         | الرماية                |
| سبيرو حايك         | الرماية                |
| طنيوس حرب          | الرماية                |
| جان النقوزي        | المصارعة               |
| حسن بشارة          | المصارعة               |
| محمد خير           | رفع الأثقال            |
| يعقوب مصبونجي      | السباحة                |

## النتائج

### منافسات الرجال
| اسم اللاعب     | المنافسات          | الجولة الأولى | الجولة الأولى | الدور ربع النهاي | الدور ربع النهاي | الدور نصف النهائي | الدور نصف النهائي | الدور النهائي | الدور النهائي |
| اسم اللاعب     | المنافسات          | الوقت         | المرتبة       | النتيجة          | المرتبة          | النتيجة           | المرتبة           | النتيجة       | المرتبة       |
| -------------- | ------------------ | ------------- | ------------- | ---------------- | ---------------- | ----------------- | ----------------- | ------------- | ------------- |
| طارق أبو الدهب | 1000 متر           | 1:16.18       | 32            | لم يتأهل         | لم يتأهل         | لم يتأهل          | لم يتأهل          | لم يتأهل      | لم يتأهل      |
| طارق أبو الدهب | سباق سبرينت        |               |               | لم يتأهل         | لم يتأهل         | لم يتأهل          | لم يتأهل          | لم يتأهل      | لم يتأهل      |
| طارق أبو الدهب | سباق السعي - فردي  | 5:35.42       |               | لم يتأهل         | لم يتأهل         | لم يتأهل          | لم يتأهل          | لم يتأهل      | لم يتأهل      |
| طارق أبو الدهب | سباق الطريق - فردي |               |               | لم يتأهل         | لم يتأهل         | لم يتأهل          | لم يتأهل          | لم يتأهل      | لم يتأهل      |

### المبارزة

#### منافسات الرجال
| اسم اللاعب | الجولة الأولى |
| ---------- | ------------- |
| سهيل أيوب  | خسر           |
| علي شكر    | خسر           |
| خليل قلاص  | خسر           |

### الرماية

#### منافسات الرجال
| اسم اللاعب | المنافسات      | الأدوار المؤهلة | الأدوار المؤهلة | الدور النهائي | الدور النهائي |
| اسم اللاعب | المنافسات      | النقاط          | المرتبة         | النقاط        | المرتبة       |
| ---------- | -------------- | --------------- | --------------- | ------------- | ------------- |
| إلياس سلهب | منافسات القنص  | 191             | 18              | لم يتأهل      | لم يتأهل      |
| سبيرو حايك | منافسات السكيت | 180             | 39              | لم يتأهل      | لم يتأهل      |
| طنيوس حرب  | منافسات السكيت | 179             | 41              | لم يتأهل      | لم يتأهل      |

### المصارعة

#### منافسات الرجال
| اسم اللاعب  | المنافسات                                         | الجولة الأولى            | الجولة الأولى | الجولة الثانية           | الجولة الثانية | الجولة الثالثة          | الجولة الثالثة |
| اسم اللاعب  | المنافسات                                         | الخصم                    | النتيجة       | الخصم                    | النتيجة        | الخصم                   | النتيجة        |
| ----------- | ------------------------------------------------- | ------------------------ | ------------- | ------------------------ | -------------- | ----------------------- | -------------- |
| جان النقوزي | مصارعة يونانية رومانية - وزن الديك 57 كيلوغرام    | كندا هربرت سنغرمان       |               | المكسيك رودلفو جيرا      |                | هولندا أرتور شباينهاوفن |                |
| حسن بشارة   | مصارعة يونانية رومانية - الوزن الثقيل 97 كيلوغرام | تشيكوسلوفاكيا بيتر كمينت |               | رومانيا كونستانتين بوسوي |                |                         |                |

### السباحة

#### منافسات الرجال
| اسم اللاعب    | المنافسات         | التصفيات | التصفيات | الدور نصف النهائي | الدور نصف النهائي | الدور النهائي | الدور النهائي |
| اسم اللاعب    | المنافسات         | الوقت    | المرتبة  | الوقت             | المرتبة           | الوقت         | المرتبة       |
| ------------- | ----------------- | -------- | -------- | ----------------- | ----------------- | ------------- | ------------- |
| يعقوب مصبونجي | 100 متر سباحة حرة | 1:00.5   | 7        | لم يتأهل          | لم يتأهل          | لم يتأهل      | لم يتأهل      |
| يعقوب مصبونجي | 100 متر سباحة ظهر | 1:11.6   | 7        | لم يتأهل          | لم يتأهل          | لم يتأهل      | لم يتأهل      |

### منافسات الرجال
| اسم اللاعب | المنافسات | المرتبة |          |                      |    |
| ---------- | --------- | ------- | -------- | -------------------- | -- |
| اسم اللاعب | المنافسات | المرتبة | محمد خير | منافسات الوزن الخفيف | 14 |